# Arrenoseius urquharti
Arrenoseius urquharti är en spindeldjursart som först beskrevs av Yoshida-Shaul och Chant 1988.  Arrenoseius urquharti ingår i släktet Arrenoseius och familjen Phytoseiidae. Inga underarter finns listade i Catalogue of Life.